# Ящірка батігохвоста
Ящірка батігохвоста (Cnemidophorus) — рід ящірок родини теїдових (Teiidae). Представники цього роду мешкають в Південній і Центральній Америці та на Карибах.

## Опис
Батігохвості ящірки сягають довжини від 16 до 50 см. Вони мають бурувате, зеленувате, оливкове, коричнювате, або чорне забарвлення зі світлими смугами або плямами вдовж тіла. Голова загострена, тулуб стрункий, досить сильні кінцівки. Хвіст тонкий , подібно до батога, довгий та ламкий, має яскравіше забарвлення.
Батігохвості ящірки віддають перевагу сухим місцевостям. Тримаються колоніями. Швидко бігають (навіть на задніх лапах), гарно стрибають. Живляться комахами, дрібними ящірками, плодами.

## Види
Рід Cnemidophorus нараховує 19 видів:
- Cnemidophorus arenivagus Markezich, Cole & Dessauer, 1997
- Cnemidophorus arubensis Lidth de Jeude, 1887
- Cnemidophorus cryptus Cole & Dessauer, 1993
- Cnemidophorus duellmani McCranie & Hedges, 2013
- Cnemidophorus espeuti Boulenger, 1885
- Cnemidophorus flavissimus Ugueto, Harvey & G. Rivas, 2010
- Cnemidophorus gaigei Ruthven, 1915
- Cnemidophorus gramivagus McCrystal & Dixon, 1987
- Cnemidophorus lemniscatus (Linnaeus, 1758)
- Cnemidophorus leucopsammus Ugueto & Harvey, 2010
- Cnemidophorus murinus (Laurenti, 1768)
- Cnemidophorus nigricolor W. Peters, 1873
- Cnemidophorus pseudolemniscatus Cole & Dessauer, 1993
- Cnemidophorus rostralis Ugueto & Harvey, 2010
- Cnemidophorus ruatanus Barbour, 1928
- Cnemidophorus ruthveni Burt, 1935
- Cnemidophorus senectus Ugueto, Harvey & G. Rivas, 2010
- Cnemidophorus splendidus Markezich, Cole & Dessauer, 1997
- Cnemidophorus vanzoi (Baskin & E. Williams, 1966)

## Етимологія
Наукова назва роду Cnemidophorus походить від сполучення слів дав.-гр. κνημις — наголінник, поножі і φορος — носіння.